# ESGE
 (décembre 2014).
Bamix SA est une société suisse travaillant dans le domaine de l’électroménager et fondée en 1953 ; elle fabrique  le Bamix, un mixeur-plongeur. Le même appareil est connu sous le nom « ESGE Zauberstab » en Allemagne. Bamix SA produit aussi des appareils pour des marques de commerce. Les modèles sont Mono, Classic, DeLuxe, SwissLine, Superbox, Gastro et SliceSy.

## Histoire

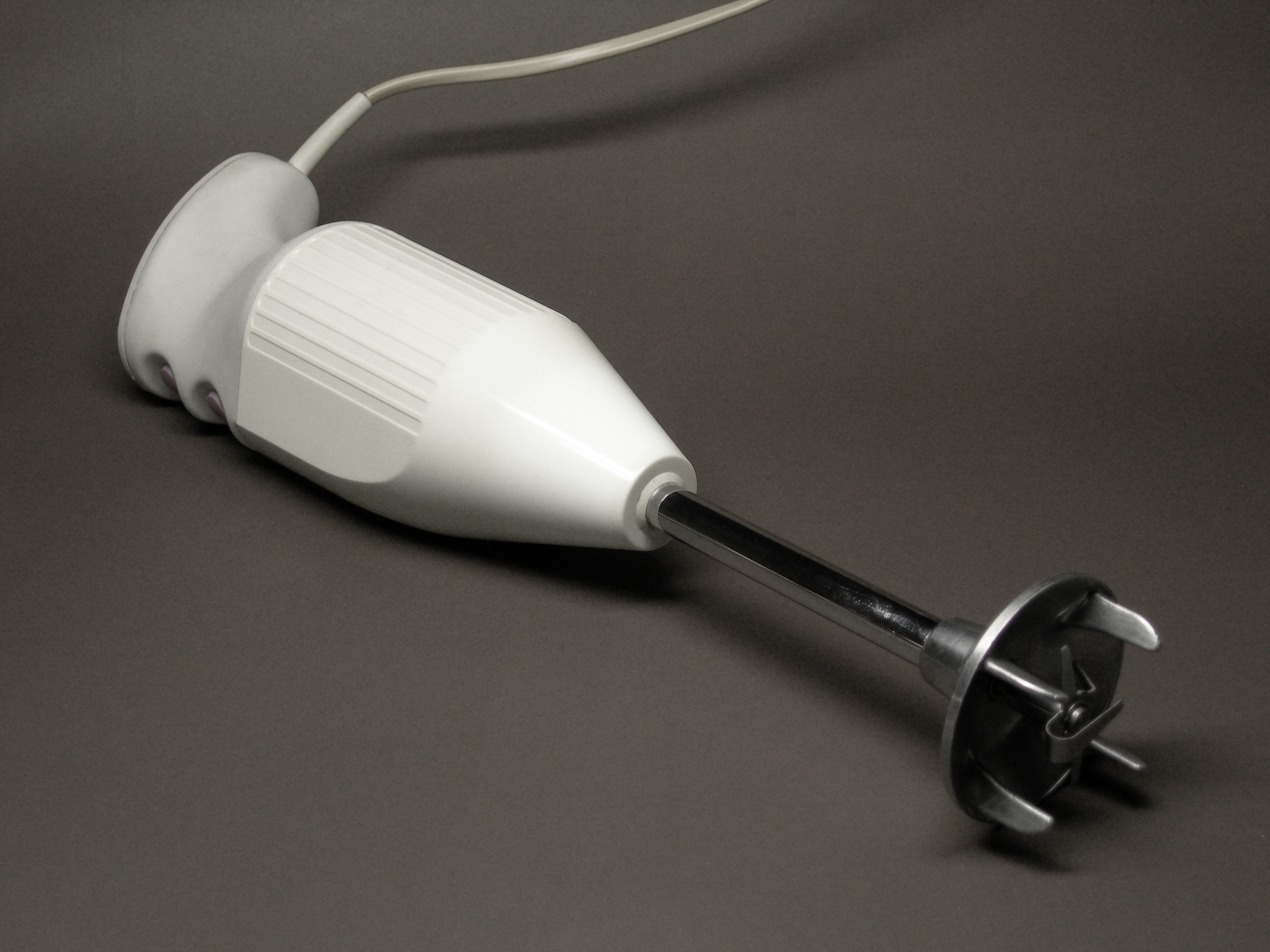
Un Bamix

En 1950, le Lausannois Roger Perrinjaquet (de) invente un appareil inédit dont le brevet fut déposé le 6 mars 1950 en tant qu’« appareil ménager portatif ». Son souhait étant d'entrer directement et facilement dans la casserole quelle que soit la température de la préparation. Baptisé « Bamix », le nom de ce mixer-plongeur résulte de l’abréviation des termes « batteur et mixeur ». Sans investisseurs, les patentes sont vendues par Perrinjaquet à la société ESGE SA, qui produisait initialement des supports pour vélos, des couteaux de cuisine électriques, des montres et de petits moteurs électriques. À la fin des années 1950, l’entreprise lance la fabrication des premiers mixers-plongeurs en série.
Au début des années 1960, plusieurs lieux de fabrication sont ouverts, notamment à la suite de l’achat d’une ancienne fabrique de textile datant de 1906, le siège actuel est à Mettlen dans le canton de Thurgovie. Durant cette période, la production journalière à Mettlen s'élève à 250, elle se monte à 2000 aujourd'hui. La société vend aujourd'hui ses produits dans 40 pays à travers le monde.
En 1964, l’entreprise est vendue au groupe électrotechnique américain General Electric. Les Américains tentent, par la réduction des lieux de production, d’augmenter le chiffre des ventes[réf. nécessaire].
Le Belge Walter Bodart rachète la société en 1971. ESGE SA  à Mettlen devient l’unique lieu de production pour le Bamix. La philosophie de Walter Bodart est simple : la qualité avant la quantité, la concentration sur un seul produit ainsi qu’un management administratif restreint[réf. nécessaire].
En 1986, un management buy-out (MBO) intervient par l’intermédiaire de Messieurs Gunsch, Rüttimann et Stahl. En 2002, le groupe est revendu à Jud et Eigenmman. Erich Eigenmann exerce la fonction de PDG de Bamix SA et de ESGE SA depuis le 1er octobre 2002. Depuis son invention, le Bamix a peu changé au cours des décennies. Seul le manche en plastique a été légèrement modernisé et se décline désormais en plusieurs coloris.

## Production
Les Bamix sont produits à Mettlen avec des composants fabriqués à 92% en Suisse. La plus grande partie de la production est exportée. Entre 25 000 et 35 000 mixeurs (soit environ 7 à 10% de sa production) sont distribués chaque année en Suisse et jusqu’à 400 000 à l'étranger, principalement en Europe, en Amérique et en Asie.
Les Bamix ont une durée de vie qui dépasse les vingt ans et le moteur et le mécanisme de l'appareil sont garantie à vie. Disposant de toutes les pièces de rechange, la société peut réparer des modèles datant des années 60.